# Aneuclis luteola
Aneuclis luteola är en stekelart som beskrevs av Andrey Ivanovich Khalaim 2004. Aneuclis luteola ingår i släktet Aneuclis och familjen brokparasitsteklar. Inga underarter finns listade i Catalogue of Life.